# Cenotaaf

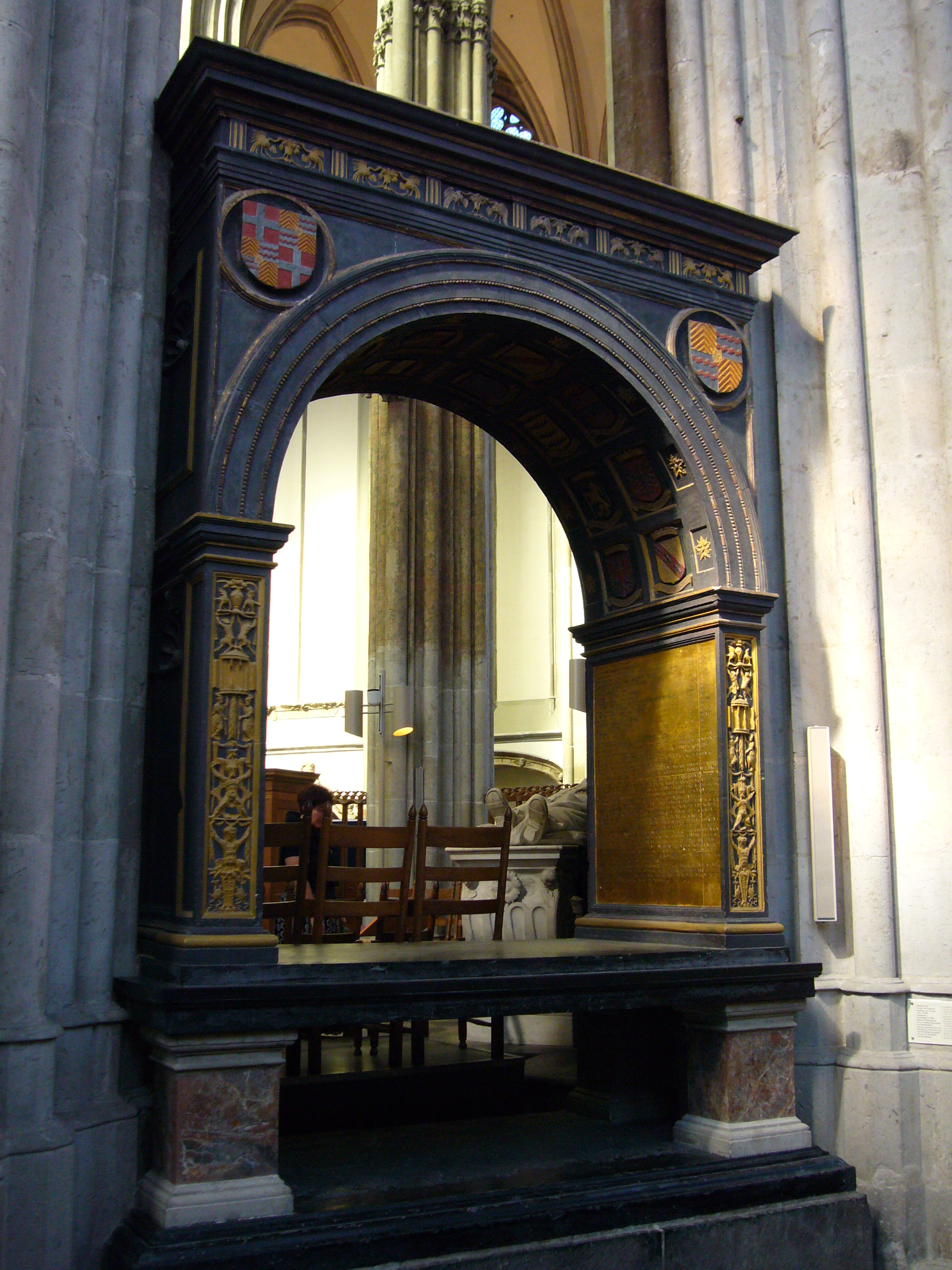
Domkerk - Cenotaaf George van Egmond in de domkerk van Utrecht

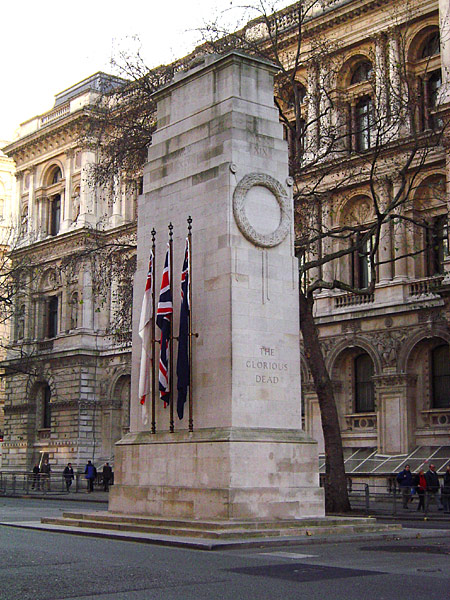
Cenotaaf op Whitehall in Londen

Een cenotaaf (uit het Grieks: kenos = leeg, taphos = graf) is een grafteken dat al sinds de klassieke oudheid wordt opgericht ter nagedachtenis aan overledenen van wie het stoffelijk overschot elders verkeert of onvindbaar is.
Een cenotaaf werd (en wordt nog wel) vaak aangebracht in de wand van een kerk. De graven van pausen in de Sint-Pieter te Rome zijn bijvoorbeeld cenotafen. De eigenlijke graven bevinden zich elders. Ook op het Forum Romanum bevindt zich een cenotaaf: Lapis Niger, waarvan beweerd wordt dat het een grafmonument is voor Romulus ofwel een herinnering aan zijn tenhemelopneming, als de god Quirinus.
Een voorbeeld van een middeleeuwse cenotaaf is de elfde-eeuwse cenotaaf van Monulfus en Gondulfus in het lapidarium van de Sint-Servaasbasiliek in Maastricht. Deze stond van circa 1075 tot 1622 boven het lege graf van de heilige bisschoppen Monulfus en Gondulfus. De relieken zelf werden in kostbare reliekhouders op het hoogaltaar tentoongesteld.
Een bekend voorbeeld in Europa is de cenotaaf (Cenotaph) op Whitehall in Londen, die werd opgericht kort na het einde van de Eerste Wereldoorlog en die de plaats vormt van de jaarlijkse Remembrance Day. Een Nederlands voorbeeld is de cenotaaf van admiraal Jacob van Wassenaer Obdam in de Grote of Sint-Jacobskerk in Den Haag. In België zijn de Ieperse Menenpoort en het Tyne Cot Cemetery bekende voorbeelden. Samen bevatten ze ingegrifte namen van zo'n 90.000 vermiste soldaten van het Britse Gemenebest uit de Eerste Wereldoorlog. In Praag de cenotaaf van de sociaaldemocratische politica Milada Horáková wier lichaam na haar executie, uitgevoerd door de communistische autoriteiten, nooit is vrijgegeven aan de nabestaanden.
Ook buiten Europa bevinden zich cenotafen, zoals die in Hiroshima, ter herdenking van de 200.000 doden die vielen als gevolg van de atoombom die de stad trof aan het eind van de Tweede Wereldoorlog.